# Soddì
Soddì (en sard, Soddie) és un municipi italià, dins de la província d'Oristany. L'any 2007 tenia 135 habitants. Es troba a la regió de Barigadu. Limita amb els municipis d'Aidomaggiore, Boroneddu i Ghilarza.

## Administració
| Període | Identitat    | Partit        |
| ------- | ------------ | ------------- |
| 2005-   | Pina Cherchi | Llista cívica |